# Condado de Gallia
El condado de Gallia es uno de los 88 condados del estado estadounidense de Ohio. La sede del condado, al igual que su mayor ciudad, es Gallipolis. El condado posee un área de 1.220 km² (los cuales 6 km² están cubiertos por agua), la población  de 31.069 habitantes, y la densidad de población es de 26 hab/km² (según censo nacional de 2000). Este condado fue fundado en 1803.

## Geografía
Según el censo de 2010, el condado tiene un área total de 471,20 mi² (1,220.4 km²), de los cuales 466,53 mi² (1,208.3 km²) (o 99,01%) es de tierra y 4,67 mi² (12,1 km²) (o 0.99%) es de agua.

### Condados adyacentes
- Condado de Vinton (norte)
- Condado de Meigs (noreste)
- Condado de Mason (Virginia Occidental) (este)
- Condado de Cabell (Virginia Occidental) (sur)
- Condado de Lawrence (sureste)
- Condado de Jackson (noroeste)

## Localidades

### Villas
| - Centerville - Cheshire - Crown City | - Gallipolis - Rio Grande - Vinton |